# معركة الربان
معركة الربان هو اشتباك عسكري حدث في خريف العام 958 قرب قلعة الربان (شمال سوريا حاليًا) بين الجيش البيزنطي بقيادة يوحنا زيمسكي (الإمبراطور لاحقًا 969 – 976) وقوات الحمدانيين في إمارة حلب تحت قيادة سيف الدولة الحمداني. تمكن البيزنطيون من الفوز بالمعركة فوزًا حاسمًا ساهم في زوال القوة العسكرية الحمدانية التي كانت تشكل تهديدًا للإمبراطورية في وقتٍ سابق.

## الخلفية
في فترة 945 حتى 967 كان سيف الدولة الحمداني هو أكبر أعداء الإمبراطورية البيزنطية بإحكام سيطرته على أغلب المناطق الحدودية وبالتزامه بالجهاد.